# Transport en Logistiek Nederland
Transport en Logistiek Nederland (TLN) is een Nederlandse ondernemersorganisatie voor wegtransportbedrijven en logistiek dienstverleners. 
De organisatie behartigt de belangen van en levert diensten aan leden op sociaal, economisch, juridisch, technisch, informatiserings- en onderwijsgebied. TLN heeft ongeveer 5.500 leden treedt regelmatig op als belangenvertegenwoordiger voor de sector, bijvoorbeeld bij geplande wetswijzigingen. Daarnaast vormt TLN een netwerk voor aangesloten leden.
In het verleden waren onder andere Karel Noordzij en Alexander Sakkers voorzitter van TLN. In 2013 werd Arthur van Dijk bestuursvoorzitter, en sinds 2019 is Elisabeth Post de bestuursvoorzitter van de TLN.
Andere ondernemersorganisaties in de vervoerssector zijn de Ondernemersorganisatie voor Logistiek en Transport (EVO) en Koninklijk Nederlands Vervoer (KNV).